# 매슈 케네디
매슈 케네디(Matthew Kennedy, 1994년 11월 1일 ~ )는 스코틀랜드에서 태어난 북아일랜드의 축구 선수이다. 포지션은 윙어이며, 현재 애버딘 FC에서 활약하고 있다.